# Jeanne d’Arc (1900)

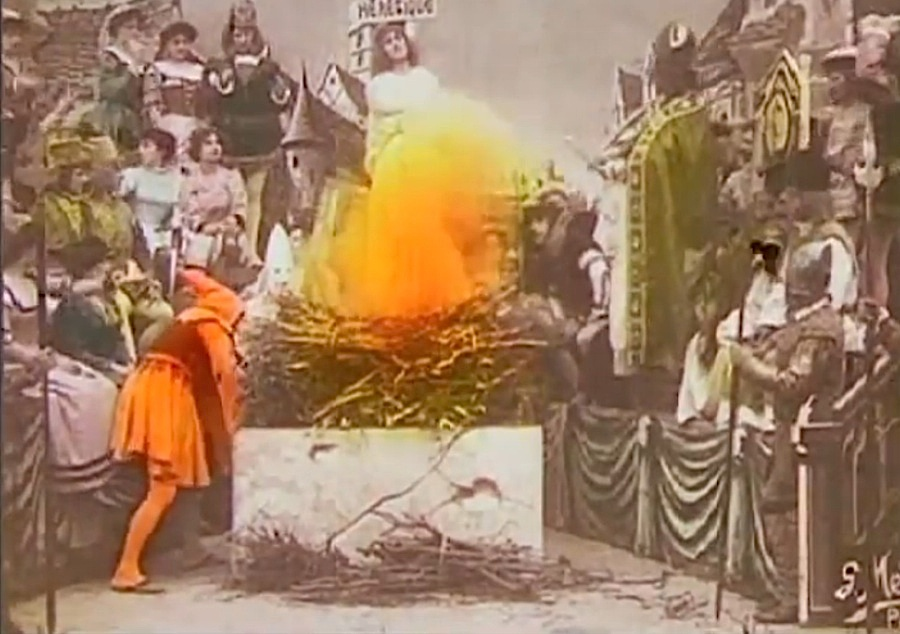
Bild aus dem Film

Jeanne d’Arc ist ein französischer Stummfilm aus dem Jahr 1900. Er entstand unter der Regie von Georges Méliès und hat, mit Jeanne d’Alcy in der Hauptrolle, den Freiheitskampf sowie die Hinrichtung der französischen Nationalheldin Johanna von Orleans zum Thema.

## Hintergrund
Der 11-minütige Schwarzweißfilm ist vollständig handkoloriert; wobei die Hinrichtungsszene auf dem Scheiterhaufen einen großen Teil der Filmhandlung einnimmt. Regisseur Georges Méliès betätigt sich in diesem Film auch als Schauspieler.
Der Film wurde am 11. November 1900 uraufgeführt.